# Транспорт Білої Церкви

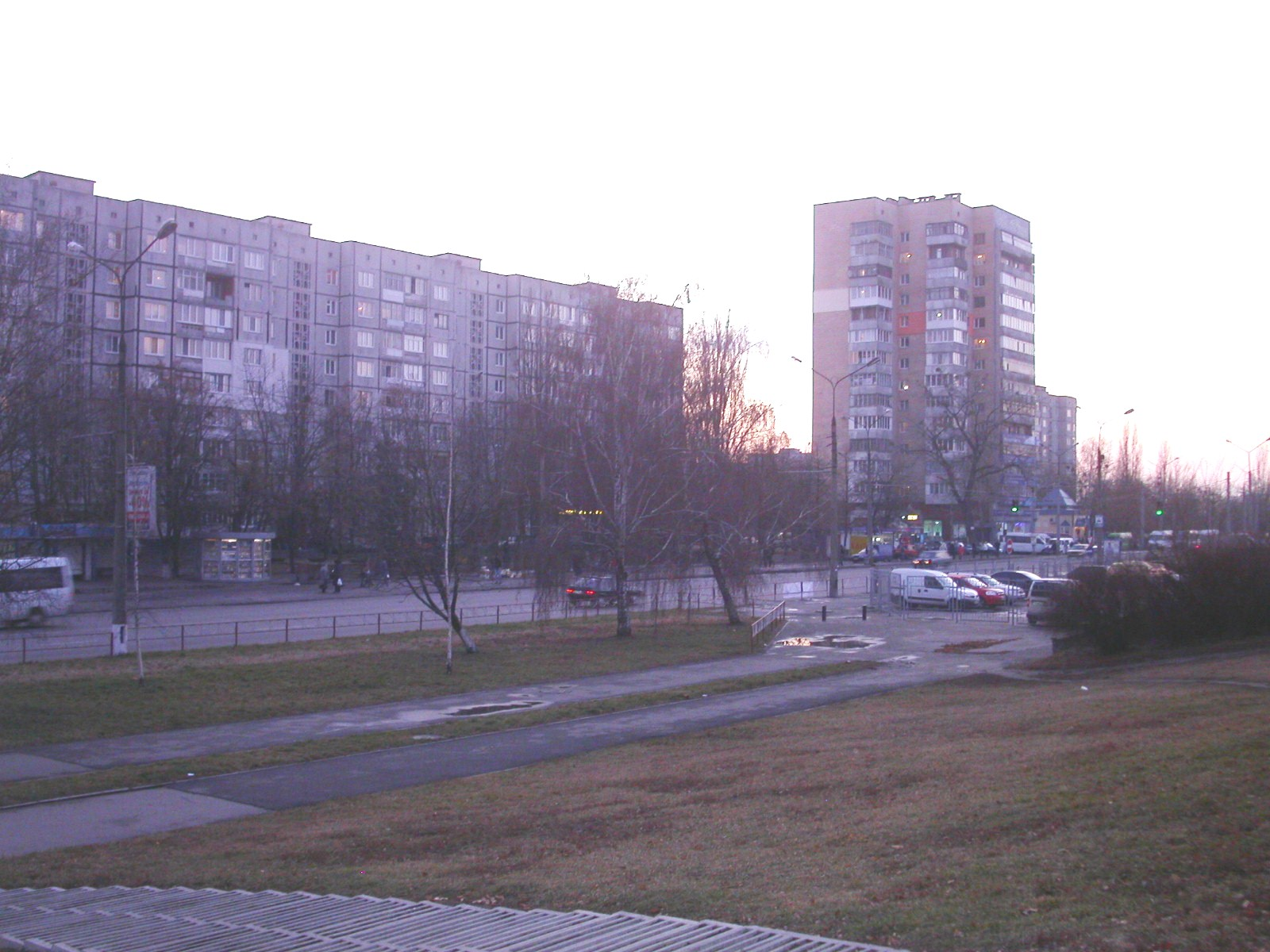
Вулиця Леваневського

Біла Церква — один із найбільших транспортних вузлів столичної області, через який проходять ряд національних автострад європейського значення, важливі залізничні шляхи. У місті знаходиться військовий аеродром.
Транспортна галузь є важливою складовою у структурі господарського комплексу міста. Її діяльність спрямована на задоволення потреб населення і підприємств міста у якісному та безпечному обслуговуванні транспортними послугами.

## Автомобільний транспорт
Через місто проходять автошляхи європейського значення: Чернігів — Бровари — Київ — Боярка — Глеваха — Біла Церква — Ставище — Жашків — Умань — Ульяновка — Любашівка — Жовтень — Одеса (E 95);також міжнародного Київ — Васильків — Біла Церква — Ставище — Умань — Ульянівка — Жовтень — Одеса (М 05); залізнична лінія Фастів-1 — Миронівка.

## Повітряний транспорт
Білоцерківський військовий аеродром класу В(4D) розташований у західній частині міста.
Літакові ангари: один розміром 60×60 м, другий — 106×58 м. Роботи з продовження ресурсу виконуються на літаках Іл-76, Ан-12, Ан-72, Ан-24. Технічне обслуговування на виробничих площах військового аеродрому проходять як вітчизняні повітряні судна, так і судна з близького й далекого зарубіжжя.
На аеродромі базуються громадська організація «Білоцерківський аероклуб „Пілот“» та ТОВ «Міжнародний авіаційний центр підготовки».

## Залізничний транспорт

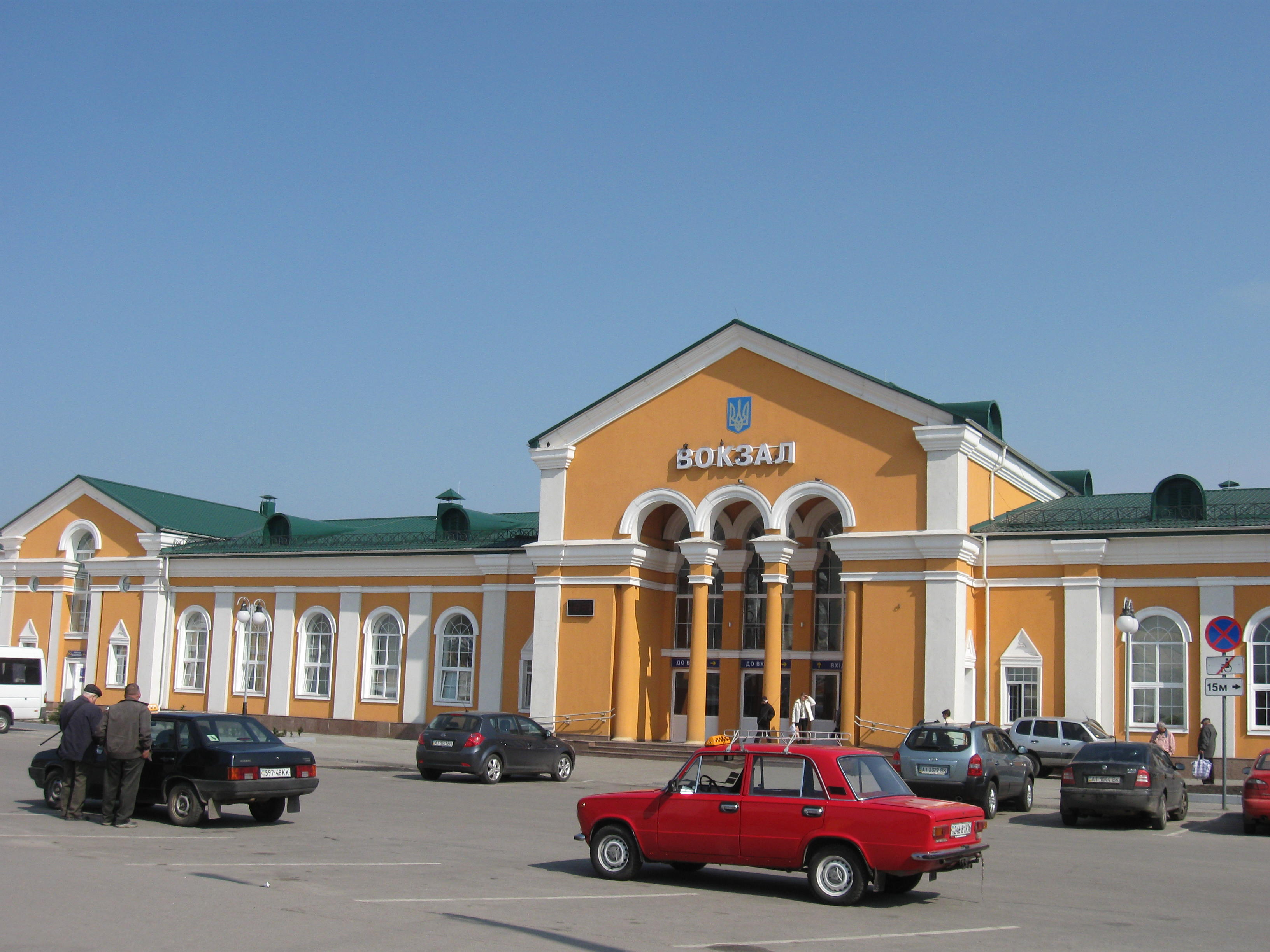
Білоцерківський головний залізничний вокзал

Довоєнний вокзал, зруйнований німецькою авіацією

Залізнична станція «Біла Церква» була споруджена в 1876 році під час прокладання через місто залізничної лінії Фастів-1 — Миронівка, що значно прискорило розвиток міста. Наприкінці XIX — на початку XX сторіччя станція Біла Церква посідала друге місце у Київській губернії за обсягом вантажних перевезень після Києва, а за обсягами перевезень хлібу випереджала Київ майже вдвічі (4 180 000 пудів на рік проти 2 136 000 пудів на рік у Києві).

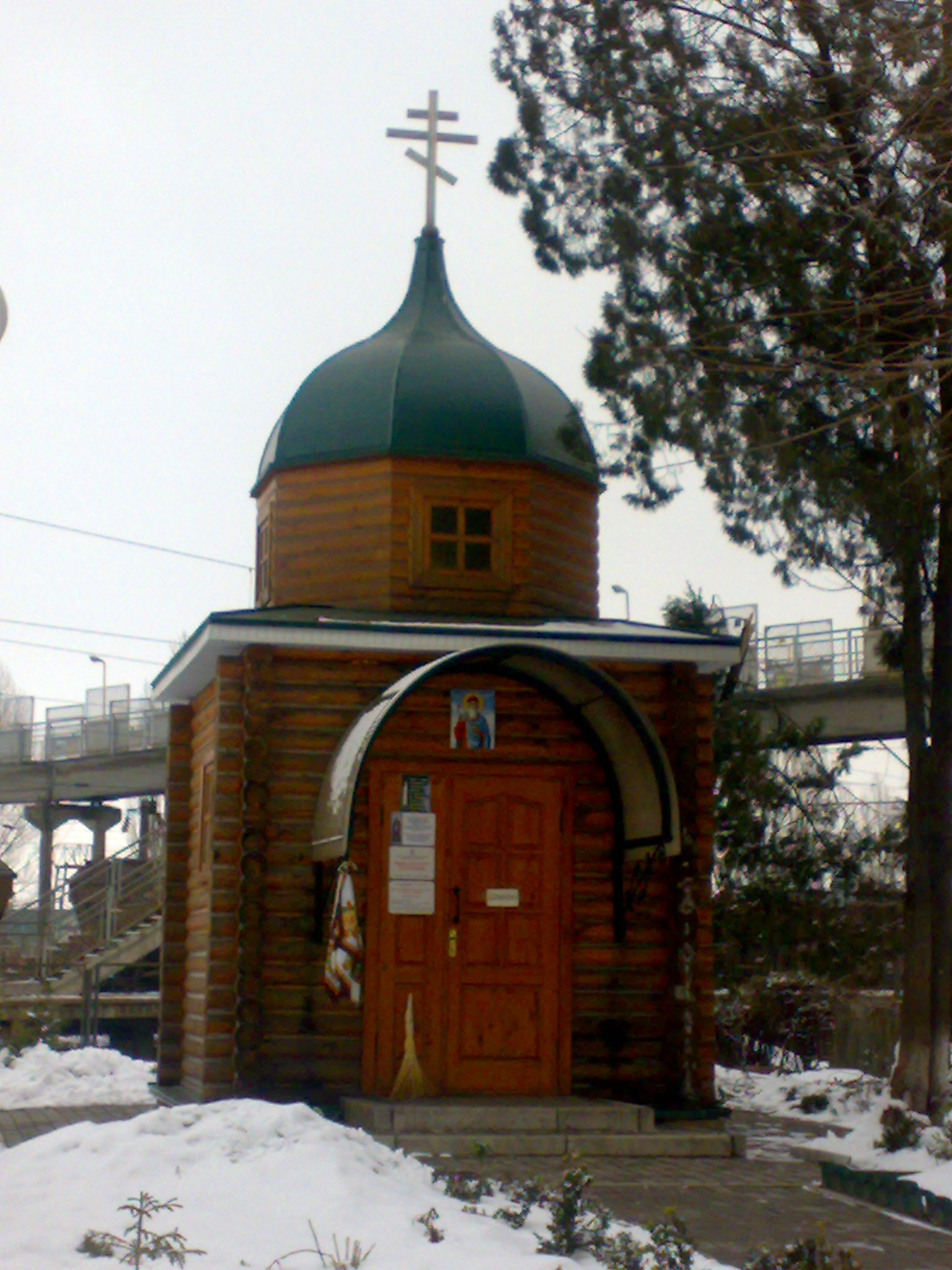
Капличка біля вокзалу

Станція зазнала руйнувань під час Другої світової війни. Нове приміщення вокзалу було збудоване 1950 року, архітектор П. Ф. Красицький.
У 2007 році була проведена реконструкція станції. Було проведено капітальний ремонт вокзалу, реконструкцію інженерних мереж та енергетичних систем. Зазнала реконструкції берегова пасажирська платформа, було облаштовано високу острівну платформу, реконструйовані маршові сходи з пішохідного мосту до пасажирських платформ. Також були замінені 2,5 км колій, модернізовано першу та другу головні колії, а також 6-ту приймально-відправну колію. У приміщенні вокзалу відкрито сервісний центр, каси приміського та далекого сполучення. Урочисте відкриття оновленого вокзалу відбулося 29 грудня 2007 року.
Роток — лінійна станція Південно-Західної залізниці (Україна), розташована на дільниці Фастів I — Миронівка між станцією Біла Церква (відстань — 7 км) і зупинним пунктом Томилівка (5 км). Відстань до ст. Фастів I — 41 км, до ст. Миронівка — 62 км.
Розташована на східній околиці Білої Церкви (масив Леваневського).
Відкрита 1954 року, мала назву зупинний пункт 41 км. Сучасна назва — з 1965 року.

## Міський громадський транспорт

### Трамваї
Трамвайна система, яку планувалося (зараз навіть не планується) спорудити у місті Біла Церква на початку 40-х рр. 20 століття. Проект планування міста від 1940 р. передбачав будівництво трамвайної лінії Центр — Вокзал — Парк Олександрія.

### Тролейбуси

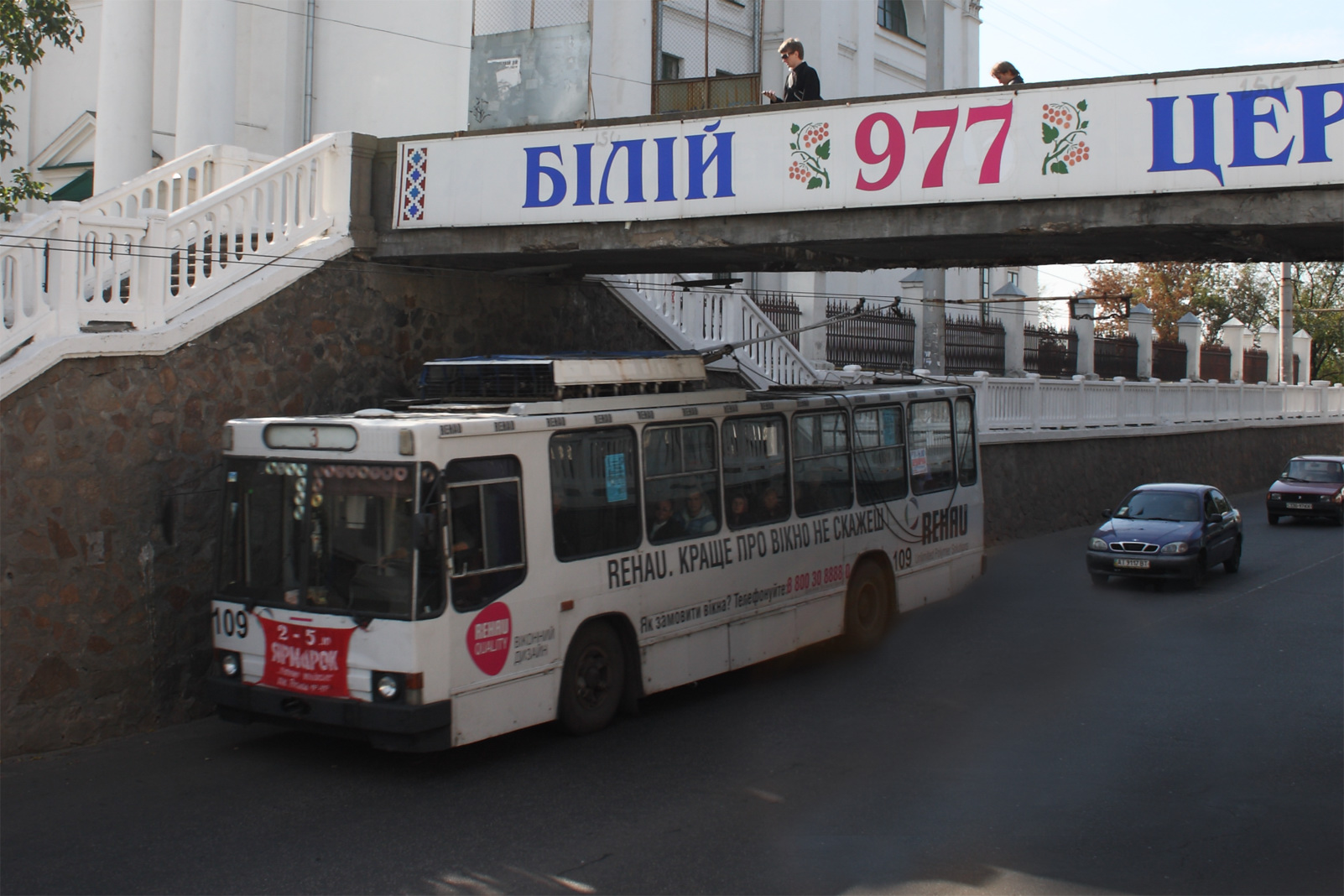
Білоцерківський тролейбус маршрут № 3 на Соборної площі — центральної частини міста

Тролейбуси у Білій церкві були введені у експлуатацію у 1956 році. Планувалася кільцева лінія сучасними бульваром 50-річчя Перемоги, вул. Ярослава Мудрого і Сквирським шосе.
У 1978—1980 рр. коштом ВО «Білоцерківщина» (нині завод ГТВ «Росава») побудовано першу тролейбусну лінію та депо на 100 місць. Водії навчалися в Києві та Житомирі. Із заводу ім. Урицького надійшло 16 тролейбусів ЗіУ-9. Пробний рейс лінією завдовжки 5,3 км по осі вулиць було здійснено 30 квітня 1980 р. від ст. Роток вулицею Леваневського, шляхопроводом над залізницею до мікрорайону Павліченка. 23 червня 1980 р. розпочався регулярний рух тролейбусів за маршрутом № 1 «ст. Роток — вул. Павліченка».

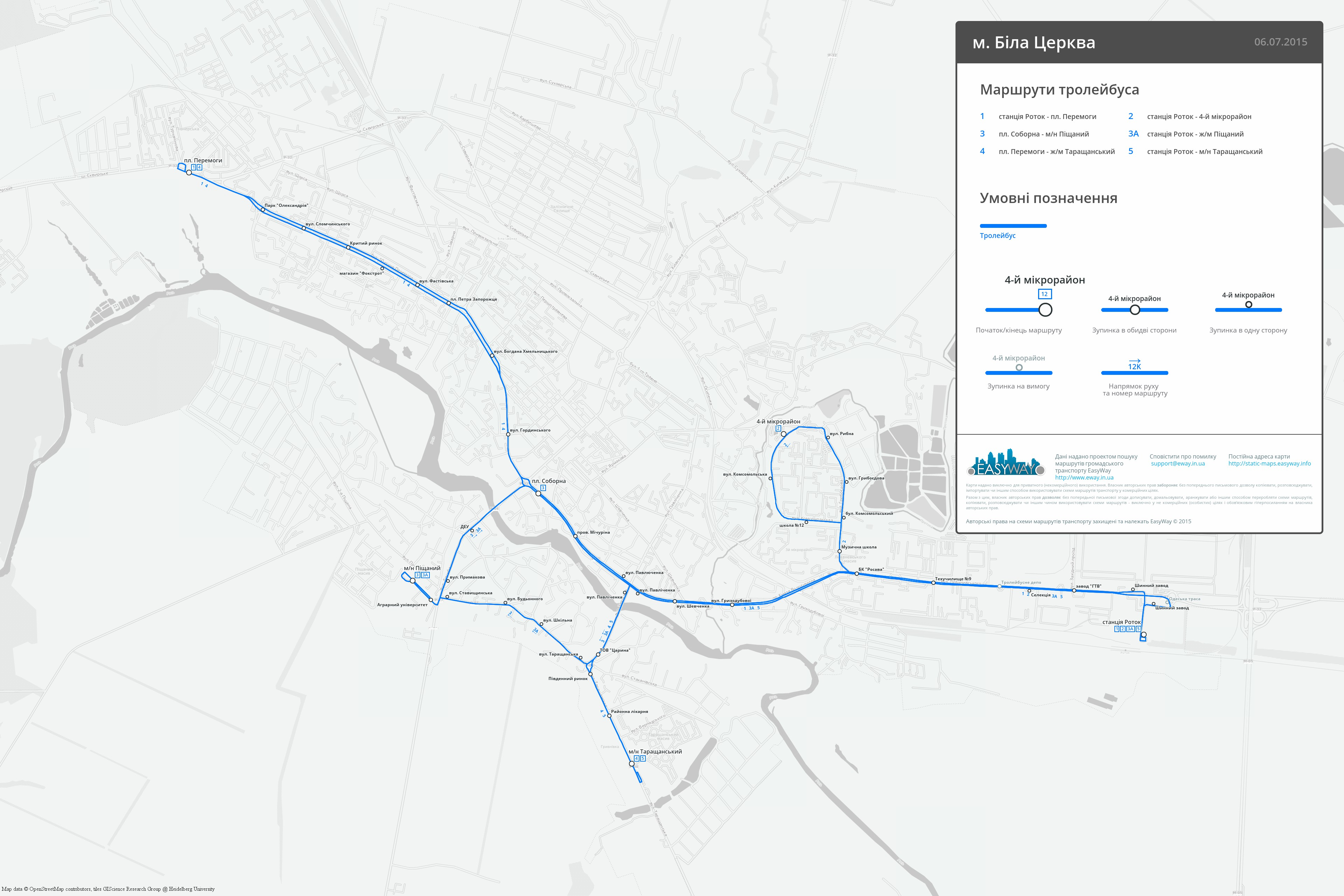
Схема тролейбусних маршрутів із зупинками станом на 2015 р.

6 грудня 2011 року поступив перший в місті тролейбус з низьким рівнем підлоги моделі МАЗ-ЭТОН Т103. Пізніше було закуплено ще декілька таких моделей як на заміну старим, так і з метою зменшення інтервалу руху на маршруті № 1, що стало актуально після закриття популярного автобусного маршруту № 22 (заміною якому стало дорожче маршрутне таксі з тим же номером), який практично дублює тролейбусний маршрут № 1.
Колишні (позначені червоним) та діючі (станом на червень 2014-го року) тролейбусні маршрути Білої Церкви:
| Номер | Маршрут                                       | Відкриття          | Протяжність     | Інтервал руху, хв. | Закриття          |  |
| ----- | --------------------------------------------- | ------------------ | --------------- | ------------------ | ----------------- |  |
| № 1   | станція «Роток» — вул. Павліченка             | 23 червня 1980 р.  | 5,30 км         |                    | 4 лютого 1982 р.  |  |
| № 1   | станція «Роток» — пл. Волі (нині пл. Соборна) | 5 лютого 1982 р.   | 6,60 км         |                    | 28 лютого 1983 р. |  |
| № 1   | станція «Роток» — площа Перемоги              | 1 березня 1983 р.  | 10,88 км        | 7-21               |                   |  |
| № 2   | Шинний завод — вул. Павліченка                | 1981 р.            | 5,00 км         |                    | 1982 р.           |  |
| № 2   | станція Роток — 4-й мікрорайон                | серпень 1989 р.    | 4,46 км         | 39-43              |                   |  |
| № 3   | масив «Піщаний» — Соборна площа               | жовтень 2004 р.    | 4,00 км         | 30                 |                   |  |
| № 3а  | станція «Роток» — масив «Піщаний»             | 31 травня 2014 р.  | близько 7,00 км | 35-70              |                   |  |
| № 4   | площа Перемоги — масив «Таращанський»         | 23 серпня 1994 р.  | 7,57 км         | 50-60              |                   |  |
| № 5   | станція «Роток» — масив «Таращанський»        | 23 серпня 1994 р.  | 6,96 км         | 28-31              |                   |  |
| № 8   | 4-й мікрорайон — Станція "Роток"              | 14 вересня 2019 р. | 10,76 км        | 44                 |                   |  |

### Автобуси та маршрутні таксі

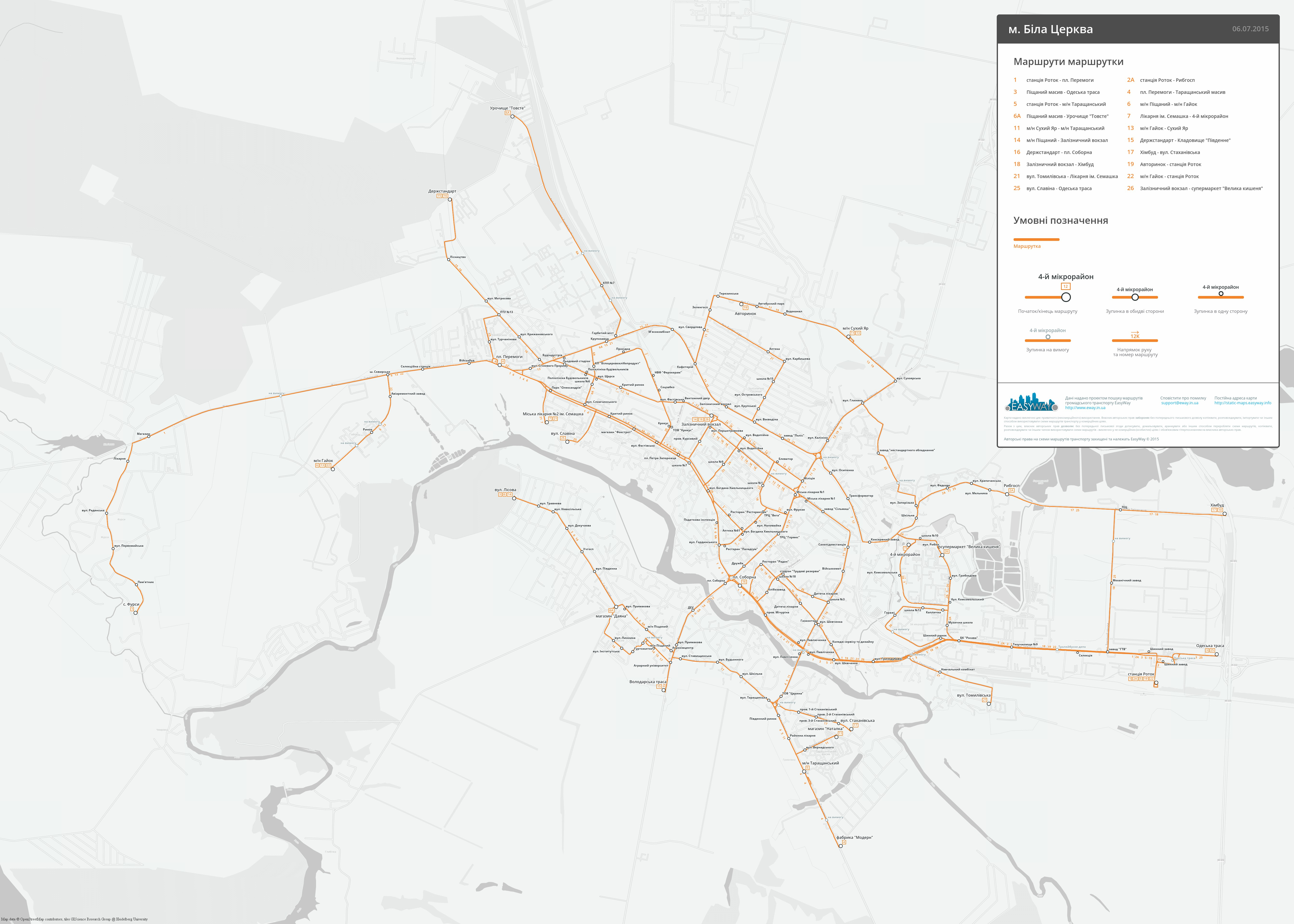
Схема маршрутного таксі із зупинками станом на 2015 р.

У місті працюють велика кількість транспортних підприємств, що забезпечують перевезення жителів. Серед них — КП БМР «Тролейбусне управління», ПАТ «Білоцерківський автобусний парк», ПП «К-А-Н», МПП «Діліжанс», ПП транспортне агентство «Ікарус», "Епітранс", "Транссіті".
Значну частину міських перевезень представляє маршрутне таксі, який складається із 20 маршрутів.